# Большой триамбикикосаэдр
Большой триамбикикосаэдр и средний триамбикикосаэдр в геометрии являются внешне идентичными двойственными однородными многогранниками, относятся к группе сферической симметрии Ih.  
Внешняя поверхность представляет собой звездообразную форму икосаэдра. Эти фигуры можно отличить, определив, какие пересечения между ребрами являются истинными вершинами, а какие нет. 
На приведенных изображениях истинные вершины отмечены золотыми сферами, которые можно увидеть в вогнутых Y-образных областях. В качестве альтернативы, если грани заполнены по правилу четный-нечетный, внутренняя структура обеих фигур будет отличаться.
12 вершин выпуклой оболочки соответствуют расположению вершин икосаэдра.

## Большой триамбикикосаэдр
Большой триамбикикосаэдр — двойственный (дуальный) многогранник к большому битригональному икосододекаэдру
Большой триамбикикосаэдр имеет 20 шестиугольных граней, по форме напоминающих трехлопастной винт (пропеллер). У него 32 вершины: 20 внешних точек и 20 скрытых внутри. Он имеет 60 ребер.
У граней чередующиеся углы, равные {\displaystyle \arccos \left({\frac {1}{4}}\right)-60^{\circ }\approx 15.52248781407}  и {\displaystyle \arccos \left(-{\frac {1}{4}}\right)\approx 104.47751218593^{\circ }}. Сумма шести углов равна {\displaystyle 360^{\circ }}, а не {\displaystyle 720^{\circ }}, как у шестиугольника, поскольку многоугольник дважды поворачивается вокруг своего центра. Двугранный угол равен {\displaystyle \arccos \left(-{\frac {1}{3}}\right)\approx 109.47122063449}.

## Средний триамбикикосаэдр
Средний триамбикикосаэдр — двойственный (дуальный) многогранник к битригональному додекаэдру. 
Средний триамбикикосаэдр имеет 20 граней, каждая из которых представляет собой простые вогнутые изотоксальные шестиугольники или треугольники. У него 24 вершины: 12 внешних точек и 12 скрытых внутри. Он имеет 60 ребер.
В отличие от большого триамбикикосаэдра, средний триамбикикосаэдр топологически является правильным многогранником с индексом 2.

## Звездчатая форма
Это 34-я модель Веннинджера, 9-я звездчатая форма икосаэдра.